# روانی آمریکایی
روانی آمریکایی (انگلیسی: American Psycho) رمانی هنجارشکن از برت ایستون الیس است که در سال ۱۹۹۱ به چاپ رسید. زاویه دید داستان اول شخص است و توسط پاتریک بیتمن که پیشه‌ور و قاتلی زنجیره‌ای در منهتن است روایت می‌شود. اقتباس سینمایی این اثر با بازی کریستین بیل در سال ۲۰۰۰ توزیع شد و غالباً با نقدهای مثبتی روبرو شد.

## در ایران
این کتاب در ایران توسط علی طباخیان به فارسی ترجمه شده‌است.